# 3-тя окрема штурмова бригада (Україна)
3-тя окрема штурмова бригада (3 ОШБр) — військове з'єднання Сухопутних військ Збройних сил України. Перебуває в складі 3-го армійського корпусу.
З перших днів російського вторгнення 2022 року у Києві почали створюватися загони територіальної оборони «Азов». Ці загони вели бої під Києвом. 9 березня загони переформували на полк «ССО Азов». Полк вів бої на Запорізькому напрямку, підкріплення з полку гелікоптерами дісталося до оточеного Маріуполя. Влітку і восени полк брав участь у Херсонському контрнаступі. У 2023 році полк перетворений на окрему штурмову бригаду, влітку бригада воювала під Бахмутом. Взимку 2024 року бригада воювала у Авдіївці та Красногорівці. У березні 2025 року на основі бригади почали формувати 3-й армійський корпус.

## Історія
3-тя окрема штурмова бригада була сформована на основі підрозділу Збройних сил України, який своєю чергою був сформований на основі добровольчого загону територіальної оборони «Азов», що був створений у Києві 24 лютого 2022 року, в перші години повномасштабного вторгнення. Кістяком підрозділу стали ветерани ОЗСП «Азов» Національної гвардії України та представники Азовського руху.

### Територіальна оборона «Азов»
У лютому-березні 2022 року підрозділ брав активну участь в обороні Києва та Київської області.
9 березня 2022 року підрозділ територіальної оборони «Азов» був переформатований в окремий полк Збройних сил України «ССО Азов».
Бійці підрозділу територіальної оборони «Азов» разом з іншими підрозділами звільняли від окупантів Васильків, Ворзель, Ірпінь, Бучу, Гостомель, Пущу-Водицю, Лютіж, Горенку, Стоянку та Мощун. 10 березня спільно з 72-ю бригадою ЗСУ в околицях Броварів біля села Скибин влаштували засідку та розгромили колону БТГр 6-го танкового полку 90-ї танкової дивізії армії РФ. Перехоплені переговори російських офіцерів засвідчили, що ЗС РФ втратили майже цілий полк, а його командира, полковника Андрія Захарова, було вбито. Також було знищено 5 танків та захоплена російська документація, зокрема, список особового складу 6-й танкового полку. Внаслідок значних втрат БТГр 6-го танкового полку разом із БТГр 239-го танкового полку 90-ї танкової дивізії були змушені припинити просування в бік Києва та поспішно відступити.
У березні 2022 року під керівництвом ГУР МО провів таємну операцію для авіапрориву блокади Маріуполя з доставлення на гелікоптерах в заблоковане російськими силами місто підкріплення, озброєння та ліків для поранених і евакуацію тяжкопоранених бійців. Зокрема, для посилення оборони Маріуполя гвинтокрилами було перенаправлено 72 бійців «Азову». Крім того, під командуванням ГУР відбулася спроба з деблокади Маріуполя. Під час операції з Гуляйполя в бік Маріуполя вирушив підрозділ бійців на бронетехніці, зокрема й азовці, що мав прорватись у місто. Але пройшовши близько 10-15 км, група мусила відступити.

### Полк «ССО Азов»
21 квітня «ССО Азов» відновив набір добровольців. Підрозділ формувався на тих же принципах, що й полк «Азов». Відомо, що новобранці перед вступом мають пройти жорсткі випробування протягом курсу молодого бійця. До лав підрозділу в результаті відбору потрапляють лише високомотивовані, ідейні та стійкі духом воїни, які постійно вдосконалюють свої вміння і професіоналізм, та готові дійти до кінця у боротьбі за незалежність України.
У квітні 2022 року підрозділ був передислокований на південний схід для оборони України на Запорізькому напрямку. За перші два тижні перебування на передовій бійцям вдалося знищити БТР, танк та взяти в полон двох російських солдатів. Також 26 квітня 2022 року в ході однієї з бойових операцій під Гуляйполем азовці, вступивши в бій з російськими військами, взяли в полон групу вояків 1-го армійського корпусу та знищили техніку окупантів. 16 червня 2022 року у Запорізькій області боєць на псевдо «Бецик» з ПЗРК «Стінгер» збив російський гелікоптер Мі-24. 1 серпня 2022 року бійці підрозділу знищили дві ворожих БМП-3.
Бійці бригади брали участь у звільненні Херсону й Херсонської області, а також боях за Бахмут.

### 3-тя окрема штурмова бригада
26 січня 2023 року було оголошено про переформування полку на 3-тю окрему штурмову бригаду (3 ОШБр), а 24 лютого бригаді вручено бойовий прапор.
12 квітня 2023 року на офіційних медіаресурсах бригади було оголошено про початок рекрутингу до підрозділу.
10 травня 2023 року бригада здійснила вдалий наступ в Бахмуті. Наступ вели 1-й і 2-й штурмовий батальйони за підтримки 1-го та 2-го механізованих батальйонів, вони завдали ураження 72-й мотострілецькій бригаді Збройних сил РФ, яка відступила на цьому напрямку.
У червні 2023 року командир 2-го штурмового батальйону Дмитро Кухарчук сказав, що його батальйон просунувся на 1800 м вглиб і 1200 м по фронту під Бахмутом. За його словами, вони відкинули 57-му мотострілецьку бригаду Збройних сил РФ, посилену в'язнями із Шторм-Z.
14 вересня 2023 року бригада звільнила н.п. Андріївка біля Бахмуту.
У лютому 2024 року бригаду перекинули до Авдіївки, де вона прикривала відхід українських військ з міста. Підрозділи бригади були на території коксохіму. 19 числа повідомлялося, що бригада вийшла з Авдіївки.
28 лютого бригада вела бої у Красногорівці. 1-й та 2-й штурмовий батальйони бригали вибили російські окупаційні війська з південно-східної околиці міста, яку вони зайняли напередодні. За короткий проміжок часу росіяни встигли укріпитись та підготуватись до тривалої оборони.
4 березня 2024 року 1-й самохідний артдивізіон бригади на Авдіївському напрямку уразив російські війська. Вони вночі переміщувалися лісосмугою, і були уражені здебільшого касетними снарядами.
На початку червня 2024 року стало відомо, що бригада почала вербувати засуджених. Проте, на відміну від інших бригад, для засуджених не стали створювати окремі підрозділи, а інтегрували до вже існуючих.
15 листопада 2024 року бригада разом з музичними артистами та режисерами випустили альбом-компіляцію «Епоха».
У липні 2025 року Третя окрема штурмова бригада відкрила Школу операторів наземних роботизованих комплексів (НРК) в межах проєкту KillHouse.academy. Школа створена на базі бригади за участі фахівців з технічної підготовки та за підтримки фонду компетентної допомоги армії «Повернись живим», який долучився до забезпечення навчальної інфраструктури. Комплекс включає полігон, симуляційні зали, майстерні й парк бойових роботів для практичної підготовки операторів НРК.
До навчання залучаються як військовослужбовці Збройних сил України, так і цивільні. Базовий п’ятиденний курс є платним для цивільних осіб; розширена програма безкоштовна для військових. Створення школи є частиною ініціативи бригади щодо впровадження роботизованих технологій у бойову практику задля підвищення технічної спроможності підрозділів і зменшення ризиків для особового складу.

### 3-й армійський корпус
14 березня 2025 року Андрій Білецький оголосив, що бригада стала 3-м армійським корпусом. На той час особовий склад бригади налічував близько 10 000 осіб. Заступник командира 3-ї бригади підполковник Максим Жорін у інтерв'ю уточнив, що хоча корпус формується на базі 3-ї штурмової бригади, проте 3-тя штурмова бригада продовжить існування у його складі, але туди будуть також додані інші бригади після формування управління корпусу.
25 березня бригада повідомила, що її зенітний ракетно-артилерійський дивізіон за місяць бойової роботи на Харківщині збив 89 російських дронів. У дописі також йшлося, що бригада перебуває у складі 3-го корпусу.
Станом на березень 2025 року бригада нараховувала близько 10 000 особового складу.
24 травня 2025 року бригада оголосила про запуск Хорунжої школи. Серед дисциплін — історія, психологія, риторика та лідерство. Випускники школи — хорунжі, які мають передавати історію та традиції частини, підтримувати дух братерства.
Станом на початок літа 2025 року 3‑я штурмова бригада увійшла до п’ятірки найрезультативніших підрозділів проекту «Дронопад». 
Підрозділ створив власний Полк безпілотних систем і активно використовує FPV-дрони і дрони-камікадзе для корекції вогню та розвідувальних задач.
Завдяки співпраці з «Дронопадом», бригада змогла вести детальний облік збитих апаратів, аналізувати успішність використання дронів-ударників та оптимізувати тактичні рішення на рівні батальй

## Структура

### 2024
- 1-й штурмовий батальйон[66]
- 2-й штурмовий батальйон[66][67]
- 1-й механізований батальйон[66]
- 2-й механізований батальйон[66]
- 1-й стрілецький батальйон[68]
- 2-й стрілецький батальйон[69]
- танковий батальйон[70]
- бригадна артилерійська група
  -  1-й самохідний артилерійський дивізіон[48]
  -  2-й артилерійський дивізіон[71]
  -  протитанковий батальйон[72]
- зенітний ракетно-артилерійський дивізіон[60]
- батальйон безпілотних систем[73]
- рота наземних роботизованих комплексів NOVA[74]
- група інженерного забезпечення[75]
- окремий взвод снайперів «GAR»[76]
- рота радіоелектронної боротьби[77]
- рота зв'язку[78]
- хорунжа служба[79]
- медична служба[80]

## Оснащення
- Танки: Т-64БВ,[81] Т-72АВ[82]
- Артилерія: AS-90,[83] «Мста-С»[84], «Богдана-БГ»[85]
- РСЗВ: Бастіон-01[86]
- БМП: БМП-2[87]
- Бронетранспортери: БТР-82,[88] M113,[89] FV432 Mark 2,[90] YPR-765[91], Патрія 6×6[92]
- MRAP: International MaxxPro[93]
- Міномети: 240-мм міномет М-240[94]
- ПЗРК: FIM-92 Stinger[95]
- Гранатомети: RDS40-AGL[96]
- ЗРК: Мобільні ЗРК з ракетами Р-73[97]
- КШМ: M577[87]
- Інженерні машини: FV434,[90] FV180[98]
- Майстерня LOCKER[99]
- Авіадесантна техніка: Wiesel[100]
- ЗРК: Оса[101], МЗРК Dragon H73[102]

## Командування

### Командири
- 2022—2025: полковник Білецький Андрій Євгенійович[103][104]

### Заступники
- підполковник Кудряшов Родіон Олегович[105]
- підполковник Жорін Максим Борисович[59]

## Символіка

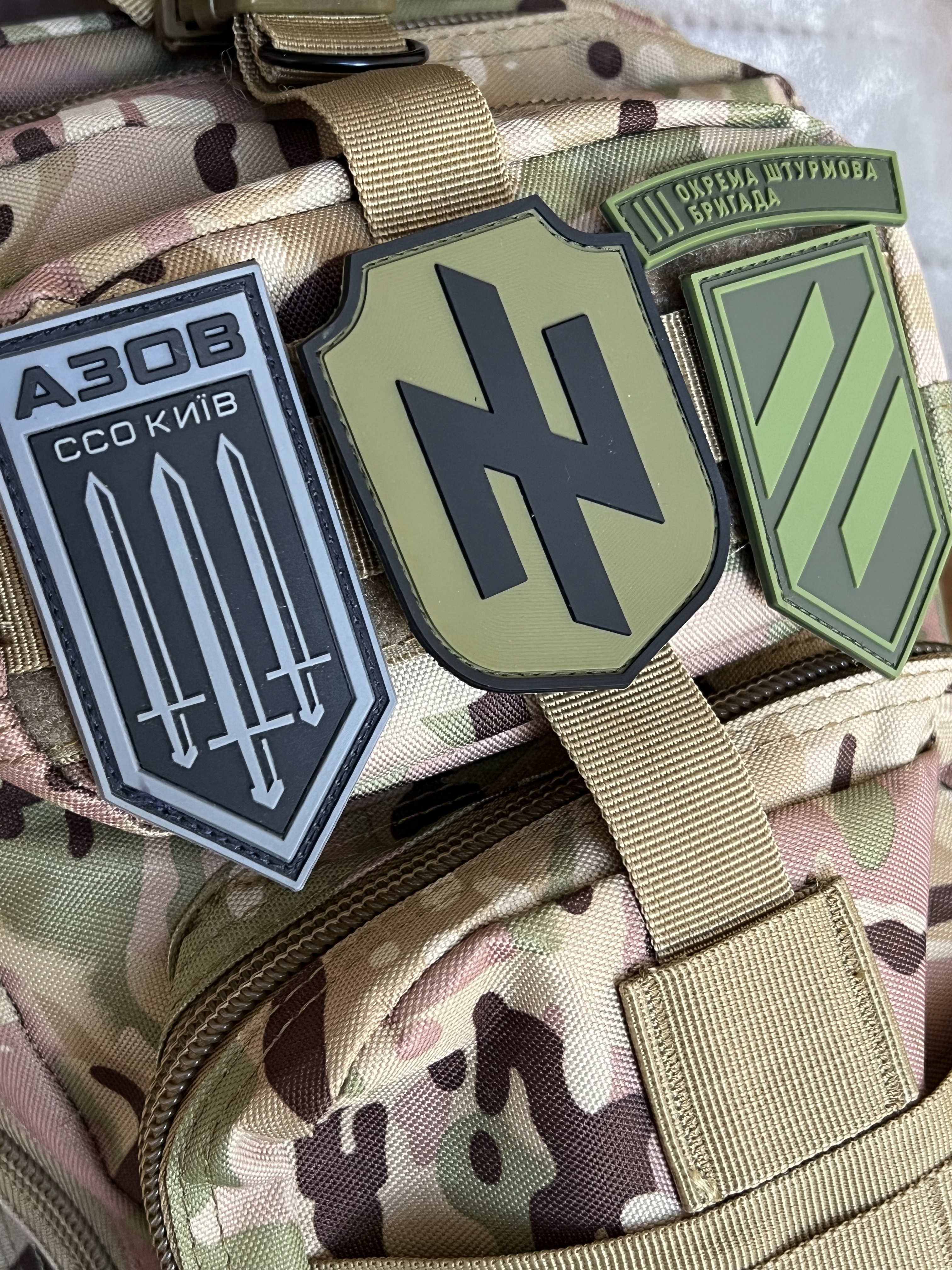
Нарукавні знаки польового зразку на уніформі одного з бійців. Зліва на право: нарукавний знак ССО «Азов»; особистий нарукавний знак бійця з символом «Ідея Nації»; нарукавний знак 3 ОШБр

Під час формування загін ТрО «АЗОВ-Київ» не мав окремої символіки. В травні 2022 року після реформування в ССО «Азов» бійці підрозділу отримали власний нарукавний знак — три золоті мечі на синьому тлі, вони були обрані в пам'ять про монумент «Поле мечів», який було встановлено поряд з однією базою полку «Азов» для вшанування полеглих під час російсько-української війни.
З розширенням до бригади було змінено символіку. Нарукавним знаком 3-ї окремої штурмової бригади став стилізований символ «Ідея Nації» в штурмовому накресленні, він утворений від нарукавного знаку полку «Азов» та візуально нагадує три смуги. Штурмова «Ідея Nації» зображена на нарукавних знаках бійців та на головній хоругві підрозділу.
Подібні до монограми «Ідея нації» знаки є в гербах руського лицарства. Зокрема, їх зображено в родових гербах Гурків, Ольшевських, Білецьких. В пізніших гербовниках XVII ст. видозміни цих гербів фігурують під назвою «Гаки».
Підрозділи, що входять до складу 3 бригади, уживають осібні емблеми, в основі яких перебувають переважно знакоподібні фігури.

Нарукавний знак ССО «Азов» (березень 2022 — січень 2023)

## Відомі персони у складі бригади
- Алфьоров Олександр Анатолійович — український історик, радіоведучий, громадський та політичний діяч, кандидат історичних наук, науковий співробітник Інституту історії України НАН України.[3]
- Жорін Максим Борисович «Мосе» — український військовий та політичний діяч, 3-й командир полку «Азов».[111]
- Заїковський Сергій Олександрович «Деймос» — історик, перекладач та публіцист. Редактор і перекладач видавництва «Пломінь». Загинув 24 березня 2022 під час бою на лівому березі Києва (село Лук'янівка).[112]
- Кухарчук Дмитро Васильович «Сліп» — український політик, громадський діяч. Командир 2 штурмового батальйону.[113]
- Михайленко Ігор Володимирович «Черкас» — український військовий та політичний діяч. 2-й командир полку «Азов». Командир Національних Дружин[джерело?].
- Розовий Віктор Ігорович — український комік та актор зі Львова.[114]

### Відео
- Армія TV (2025.03). БІЛЕЦЬКИЙ: Про третій армійський корпус, негідників в армії та готовність Європи до війни.
- Вибити та закріпитися GoPro відео зачистки ворожих позицій бійцями Трійки
- «Вони такого ще не бачили»: бійці 3 ОШБр звільнили село Надія за 30 годин